# Kamila Rajdlová
Kamila Rajdlová (* 22. April 1978 in Liberec) ist eine ehemalige tschechische Skilangläuferin.

## Werdegang
Rajdlová, die für den ASC Dukla Liberec startete, lief ihr erstes Weltcuprennen im Januar 1996 in Nové Město und belegte dabei den 70. Platz über 10 km klassisch. Bei den nordischen Skiweltmeisterschaften 1999 in Ramsau am Dachstein kam sie auf den 52. Platz über 5 km klassisch, auf den 51. Rang im 15-km-Verfolgungsrennen und auf den 44. Platz über 30 km klassisch. Ihren ersten Weltcuppunkt holte sie im Januar 2000 in Nové Město mit dem 30. Platz über 10 km klassisch. Im folgenden Jahr errang sie bei den nordischen Skiweltmeisterschaften 2001 in Lahti den 29. Platz im 10-km-Skiathlon, den 22. Platz über 15 km klassisch und den 20. Platz über 10 km klassisch. Bei ihren ersten Olympiateilnahme 2002 in Salt Lake City waren der 26. Platz über 10 km klassisch und der vierte Platz mit der Staffel ihre besten Resultate. Ein Jahr später belegte sie bei den nordischen Skiweltmeisterschaften im Val di Fiemme den 31. Platz über 10 km klassisch, den 30. Rang im 15-km-Massenstartrennen, den 20. Platz über 30 km Freistil und den achten Rang mit der Staffel. Bei den folgenden nordischen Skiweltmeisterschaften 2005 in Oberstdorf kam sie auf den 40. Platz im 15-km-Skiathlon, auf den 24. Rang im 30-km-Massenstartrennen und den sechsten Platz mit der Staffel. Ihre besten Platzierungen bei den Olympischen Winterspielen 2006 in Pragelato waren der 31. Platz im 30-km-Massenstartrennen und der sechste Rang mit der Staffel. Im März 2006 siegte sie beim Isergebirgslauf über 25 km Freistil. Zu Beginn der Saison 2006/07 belegte sie beim Weltcup in La Clusaz mit dem dritten Platz mit der Staffel ihre erste und einzige Podestplatzierung im Weltcup. Die Tour de Ski 2006/07 beendete sie auf dem 20. Platz. Im Januar 2007 erreichte sie in Otepää mit dem zehnten Platz über 10 km klassisch ihr bestes Einzelresultat im Weltcup. Bei den nordischen Skiweltmeisterschaften 2007 in Sapporo errang sie den 22. Platz im 15-km-Skiathlon, den 11. Platz im 30-km-Massenstartrennen und den fünften Platz mit der Staffel. Nachdem sie aufgrund ihrer Schwangerschaft in der Saison 2007/08 keine Rennen bestritten hatte, startete sie in der Saison 2008/09 wieder bei der Tour de Ski 2008/09, welchen sie auf dem 22. Gesamtrang beendete. Ihre besten Resultate bei den nordischen Skiweltmeisterschaften 2009 in Liberec waren der 20. Platz im 15-km-Skiathlon und der neunte Platz im Teamsprint. Ebenfalls in der Saison nahm sie an Rennen des Slavic Cups teil. Dabei gewann sie vier Rennen und erreichte damit den dritten Platz in der Cupgesamtwertung. Die Tour de Ski 2009/10 beendete sie auf dem 20. Platz. Bei den Olympischen Winterspielen 2010 in Vancouver kam sie auf den 25. Platz über 10 km Freistil, auf den 23. Rang im 15-km-Skiathlon und auf den 12. Platz mit der Staffel. Ebenfalls 2010 gewann sie den Bieg Piastów über 50 km klassisch. Nach der Saison 2009/10 beendete sie ihre Karriere.
Rajdlová nahm an insgesamt 80 Weltcupeinzelrennen teil und kam dabei 33 mal in die Punkteränge und einmal unter den ersten Zehn.

## Teilnahmen an Weltmeisterschaften und Olympischen Winterspielen

### Olympische Spiele
- 2002 Salt Lake City: 4. Platz Staffel, 26. Platz 10 km klassisch, 27. Platz 30 km klassisch Massenstart, 45. Platz 10 km Skiathlon
- 2006 Turin: 6. Platz Staffel, 12. Platz Teamsprint klassisch, 31. Platz 30 km Freistil Massenstart, 32. Platz 10 km klassisch
- 2010 Vancouver: 12. Platz Staffel, 23. Platz 15 km Skiathlon, 25. Platz 10 km Freistil

### Nordische Skiweltmeisterschaften
- 1999 Ramsau: 44. Platz 30 km klassisch, 51. Platz 15 km Verfolgung, 52. Platz 5 km klassisch
- 2001 Lahti: 20. Platz 10 km klassisch, 22. Platz 15 km klassisch, 29. Platz 10 km Skiathlon
- 2003 Val di Fiemme: 8. Platz Staffel, 20. Platz 30 km Freistil, 30. Platz 15 km klassisch Massenstart, 31. Platz 10 km klassisch
- 2005 Oberstdorf: 6. Platz Staffel, 24. Platz 30 km klassisch Massenstart, 40. Platz 15 km Skiathlon
- 2007 Sapporo: 5. Platz Staffel, 11. Platz 30 km klassisch Massenstart, 22. Platz 15 km Skiathlon
- 2009 Liberec: 9. Platz Teamsprint klassisch, 12. Platz Staffel, 20. Platz 15 km Skiathlon, 25. Platz 10 km klassisch

## Siege bei Continental-Cup-Rennen
| Nr. | Datum             | Ort           | Disziplin           | Serie      |
| --- | ----------------- | ------------- | ------------------- | ---------- |
| 1.  | 2. April 2005     | Winter Park   | 10 km klassisch Mst | Nor-Am-Cup |
| 2.  | 20. Dezember 2008 | Horní Mísečky | 5 km klassisch      | Slavic-Cup |
| 3.  | 21. Dezember 2008 | Horní Mísečky | 10 km Freistil      | Slavic-Cup |
| 4.  | 17. Januar 2009   | Liberec       | 10 km Skiathlon     | Slavic-Cup |
| 5.  | 18. Januar 2009   | Liberec       | 5 km klassisch      | Slavic-Cup |

## Platzierungen im Weltcup

### Weltcup-Statistik
Die Tabelle zeigt die erreichten Platzierungen im Einzelnen.
- 1.–3. Platz: Anzahl der Podiumsplatzierungen
- Top 10: Anzahl der Platzierungen unter den ersten zehn
- Punkteränge: Anzahl der Platzierungen innerhalb der Punkteränge
- Starts: Anzahl gelaufener Rennen in der jeweiligen Disziplin
- Hinweis: Bei den Distanzrennen erfolgt die Einordnung gemäß FIS.

| Platzierung         | Distanzrennen a | Distanzrennen a | Distanzrennen a | Distanzrennen a | Distanzrennen a | Skiathlon Verfolgung | Sprint | Etappen- rennen b | Gesamt | Team c | Team c  |
| Platzierung         | ≤ 5 km          | ≤ 10 km         | ≤ 15 km         | ≤ 30 km         | > 30 km         | Skiathlon Verfolgung | Sprint | Etappen- rennen b | Gesamt | Sprint | Staffel |
| ------------------- | --------------- | --------------- | --------------- | --------------- | --------------- | -------------------- | ------ | ----------------- | ------ | ------ | ------- |
| 1. Platz            |                 |                 |                 |                 |                 |                      |        |                   |        |        |         |
| 2. Platz            |                 |                 |                 |                 |                 |                      |        |                   |        |        |         |
| 3. Platz            |                 |                 |                 |                 |                 |                      |        |                   |        |        | 1       |
| Top 10              |                 | 2               |                 |                 |                 | 1                    |        |                   | 3      | 1      | 6       |
| Punkteränge         | 4               | 19              | 1               | 6               | 1               | 10                   | 2      | 4                 | 47     | 2      | 9       |
| Starts              | 12              | 43              | 5               | 8               | 1               | 17                   | 16     | 4                 | 106    | 2      | 9       |
| Stand: Karriereende |                 |                 |                 |                 |                 |                      |        |                   |        |        |         |

### Weltcup-Gesamtplatzierungen
| Saison    | Gesamt | Gesamt | Distanz | Distanz     | Sprint | Sprint |
| Saison    | Punkte | Platz  | Punkte  | Platz       | Punkte | Platz  |
| --------- | ------ | ------ | ------- | ----------- | ------ | ------ |
| 1999/2000 | 6      | 83.    | 5 1     | 58. 1 57. 2 | –      | -      |
| 2000/01   | 33     | 61.    | –       | –           | 16     | 52.    |
| 2001/02   | 12     | 80.    | –       | –           | –      | -      |
| 2002/03   | 13     | 80.    | –       | –           | –      | -      |
| 2003/04   | 23     | 70.    | 23      | 51.         | –      | -      |
| 2004/05   | 17     | 73.    | 17      | 47.         | –      | -      |
| 2005/06   | 31     | 68.    | 31      | 52.         | –      | -      |
| 2006/07   | 126    | 34.    | 82      | 27.         | –      | -      |
| 2007/08   | –      | –      | –       | –           | –      | -      |
| 2008/09   | 209    | 32.    | 134     | 25.         | 7      | 69.    |
| 2009/10   | 97     | 59.    | 53      | 46.         | –      | -      |